# Bad Bederkesa
Bad Bederkesa (naam uit te spreken als Bederkésa, met klemtoon op de derde lettergreep) is een voormalige gemeente in de Duitse deelstaat Nedersaksen. Het is een kuuroord, waar men als geneeskrachtig beschouwde modderbaden kan nemen. Bad Bederkesa was de bestuurszetel van de gelijknamige Samtgemeinde in het Landkreis Cuxhaven. Na het opheffen van deze Samtgemeinde, per 1 januari 2015, ging de gemeente op in de nieuwe eenheidsgemeente Geestland; zie ook aldaar.
Bad Bederkesa is een Ortschaft van Geestland, waartoe het vlek Bad Bederkesa behoort, en verder de dorpjes Ankelohe en Fickmühlen behoren. Ankelohe ligt ten oosten van Bad Bederkesa, Fickmühlen ten westen daarvan. 

## Geschiedenis

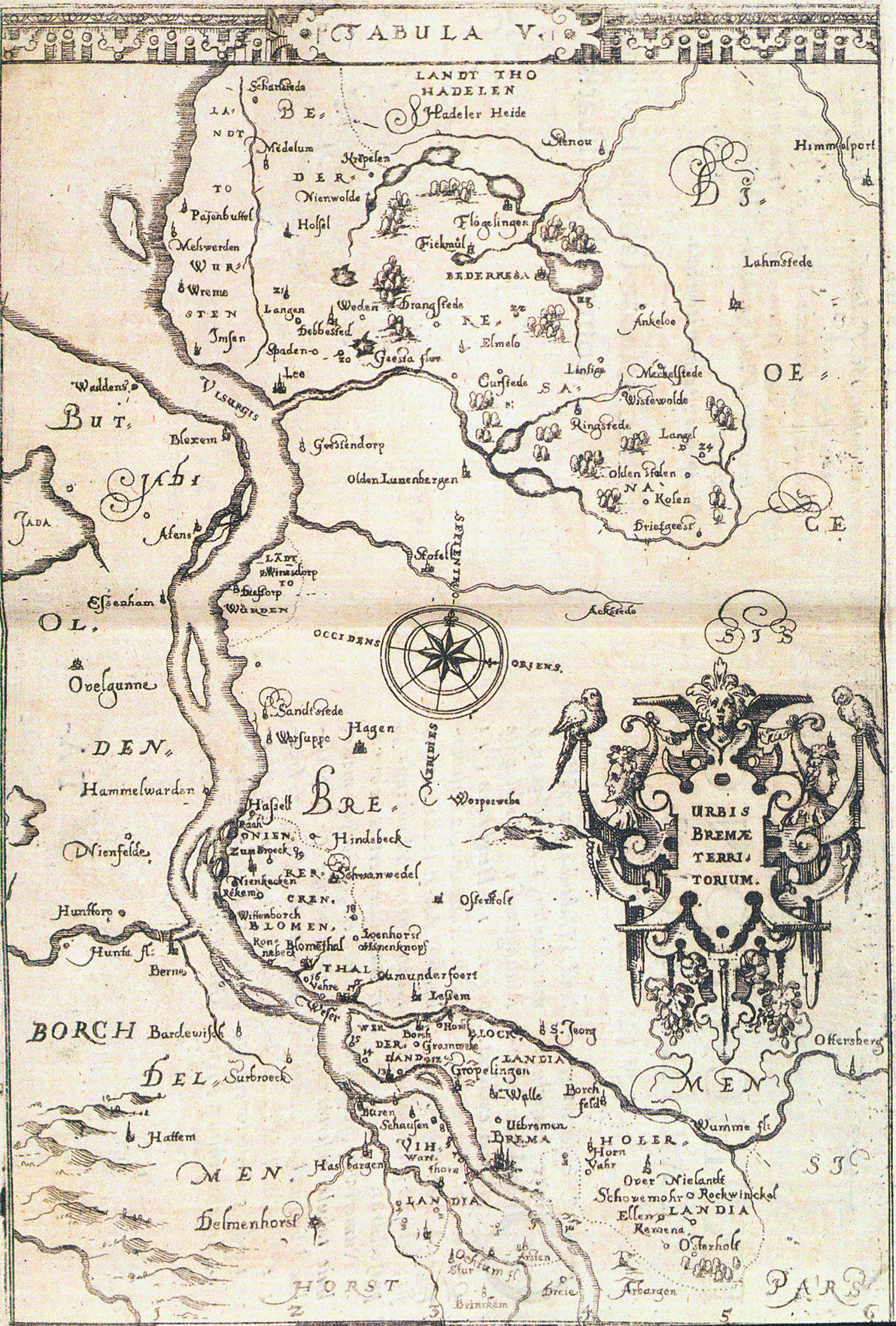
Kaart uit 1603 Prinsaartsbisdom en Stadsgebied Bremen. Links bovenaan Langen, rechts Bederkesa, bij het meer. Bremerhaven bestond nog niet.

Het vlek, in de oude gouw Wigmodië, wordt voor het eerst genoemd in een oorkonde uit 1159. De oorkonde spreekt over de heren van Bederkesa. Uit die tijd stamt ook de nog aanwezige, vanaf 1975 gerestaureerde en deels herbouwde, Burcht Bederkesa, waar o.a. een archeologisch museum in is gevestigd. Het gebied was een leen van het Prinsaartsbisdom Bremen. In de 16e eeuw werd het gebied door de Reformatie ten dele evangelisch-luthers en ten dele, evenals velen in de stad Bremen, calvinistisch. De gereformeerde theoloog Christoph Pezel had in Bremen veel invloed. Na de Vrede van Münster in 1648, die een eind maakte aan de Dertigjarige Oorlog, werd het gebied aan Zweden (Hertogdom Bremen-Verden) toegewezen. In Zweden was de evangelisch-lutherse gezindte staatsgodsdienst, wat één van de aanleidingen was tot twisten in Bremen-Verden. In de jaren tot en met 1654 moesten de Zweden soms met geweld de afspraken van 1648 afdwingen; de Zweden veroverden het vanaf 1648 nog door Bremer troepen bezette Bederkesa in mei 1654 op de Bremers. De meeste mensen in de streek gingen uiteindelijk tot het lutheranisme (met een iets afwijkende catechismus) over. In Ringstedt, Holßel en in Schwanewede bleven groepen christenen tot op de huidige dag evangelisch-gereformeerd. 
Het kasteel Burg Bederkesa werd vanaf plm. 1655 bewoond door de vrouw en later de dochters van Hans Christoff von Königsmarck, gouverneur van Bremen-Verden namens de Zweedse kroon. Mogelijk heeft ook Maria Aurora von Königsmarck korte tijd in dit kasteel gewoond.
Het gebied kwam in 1720 door aankoop aan het Keurvorstendom Brunswijk-Lüneburg, van 1814-1866 aan het Koninkrijk Hannover en vanaf dat jaar aan Pruisen. Vanaf 1871 behoorde Bederkesa tot het Duitse Keizerrijk.
De plaatsnaam gaat terug op middeleeuws Bederichs-Ahe , met ongeveer de betekenis: aan een ridder Bederich toebehorende Ahe. Een Ahe was een bij een heerlijkheid horend bos, waar de landheer o.a. exclusief jachtrecht bezat.
In de 19e eeuw werden de regelmatige overstromingen in het venige gebied, deels op kosten van de fabrikant Friedrich Böse, aangepakt; Böse liet afwateringskanalen graven, waaronder het naar de Elbe leidende Hadelner Kanal. In 1896 verkreeg Bederkesa een spoorwegverbinding met Bremerhaven. In oktober 1996 werd de status van Moorheilbad (kuuroord voor geneeskrachtige modderbaden) officieel bevestigd, doordat het voorvoegsel Bad voor de plaatsnaam mocht worden gevoegd.

## Afbeeldingen

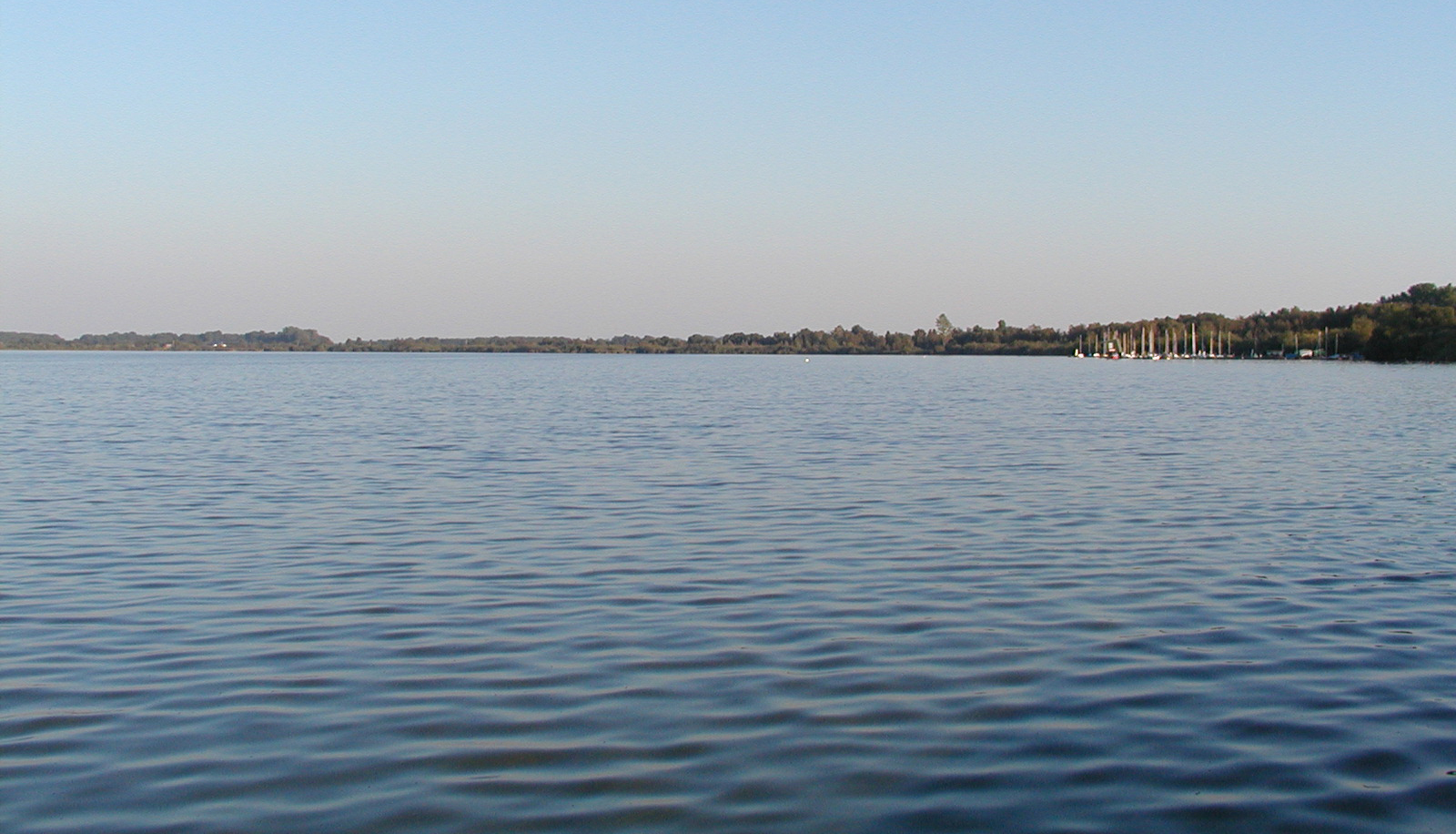
De Bederkesaer See
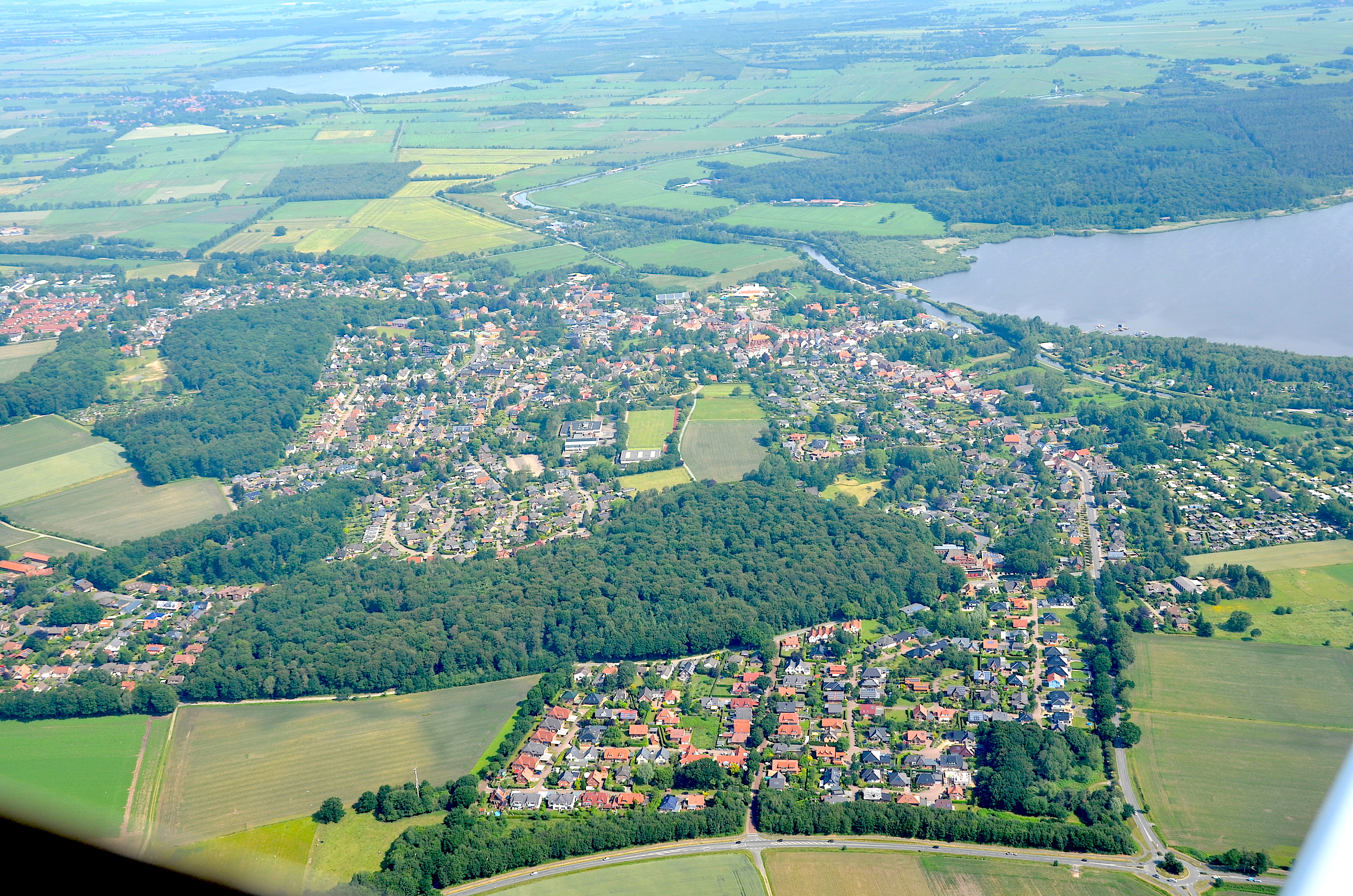
Bad Bederkesa (2019) met de bosreservaten Fleckenhölzer eromheen
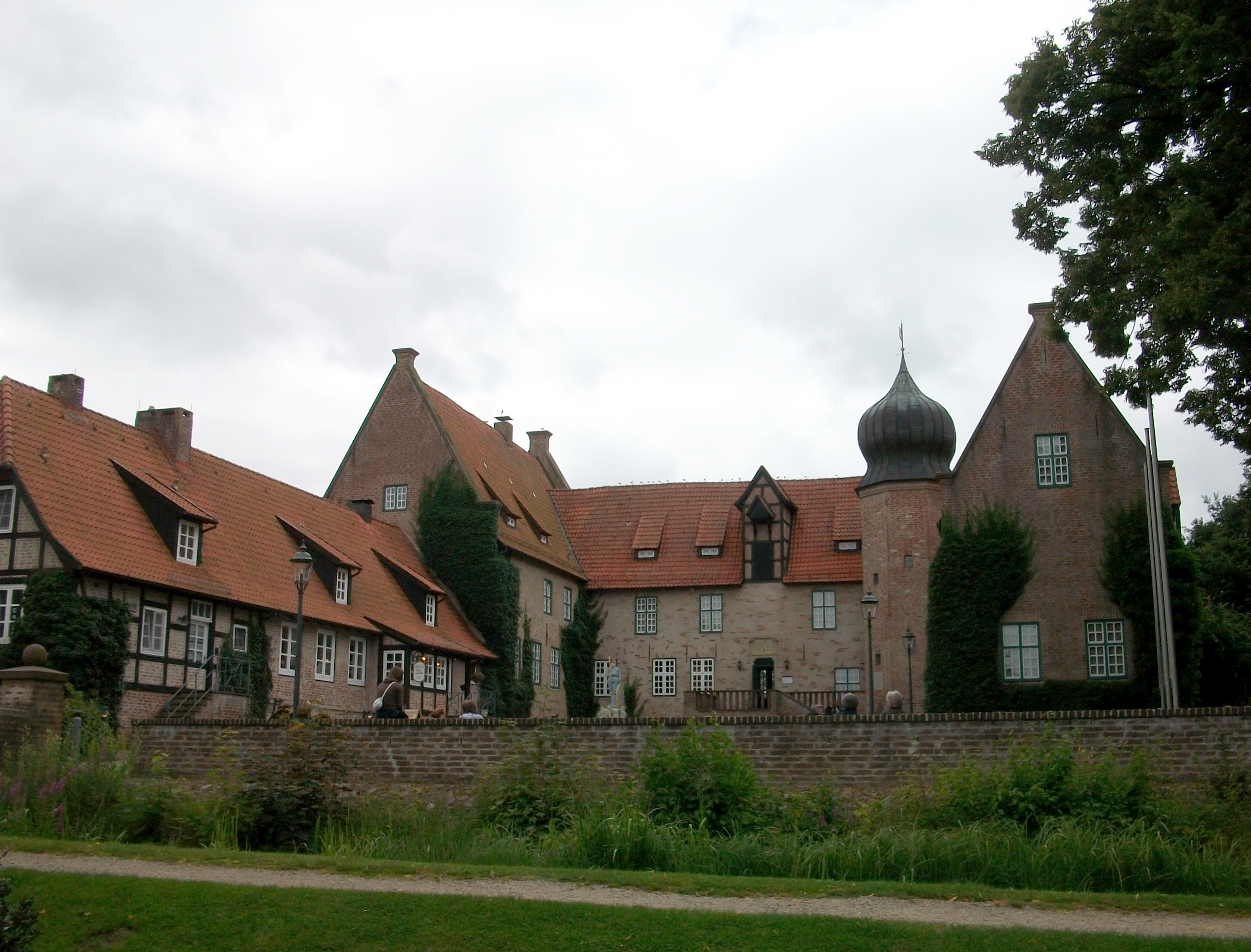
Kasteel Burg Bederkesa met archeologisch museum
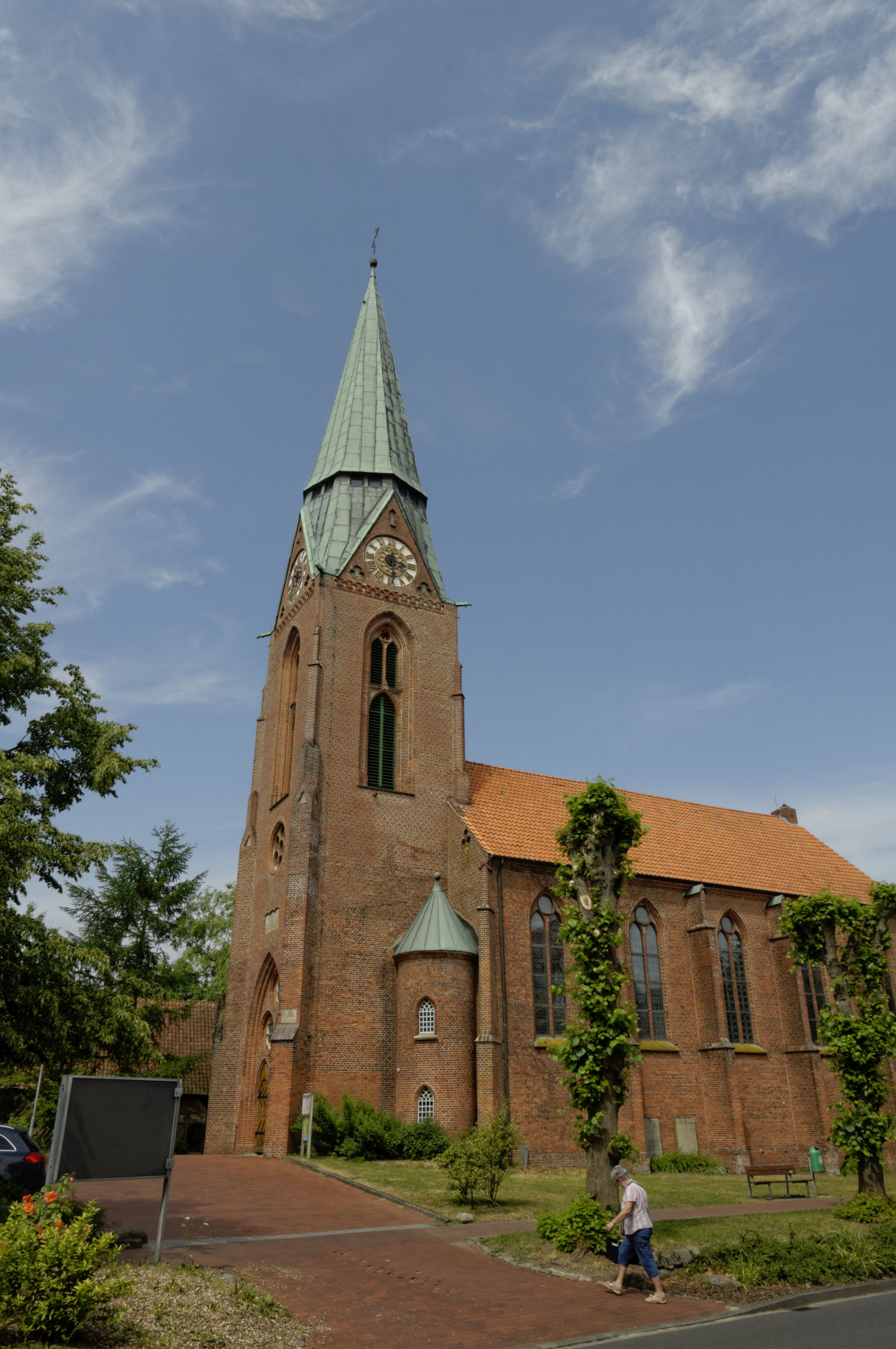
Evang.-lutherse Jacobikerk, Bad Bederkesa (1861)
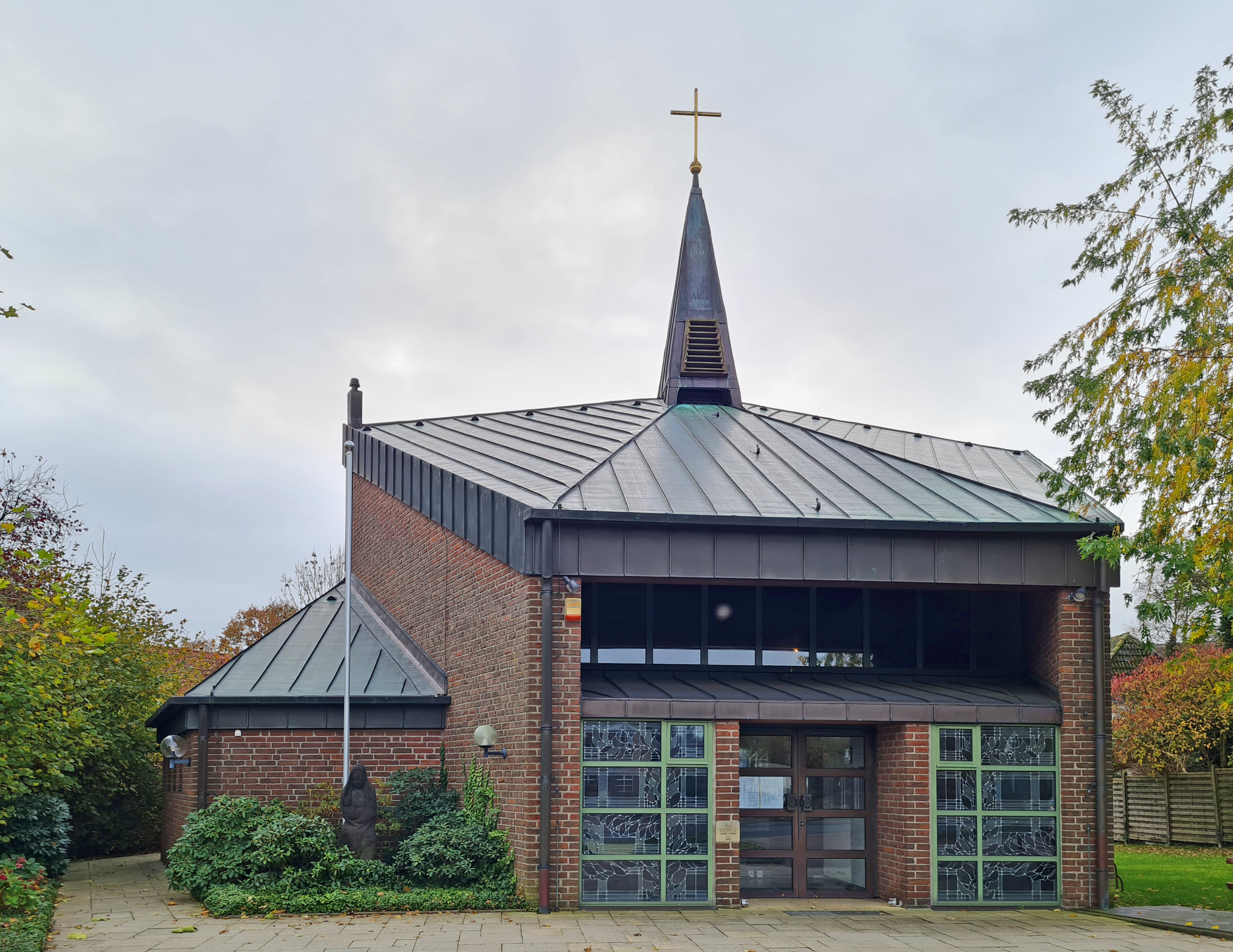
R.K. St.-Benedictuskapel te Bad Bederkesa (1981)
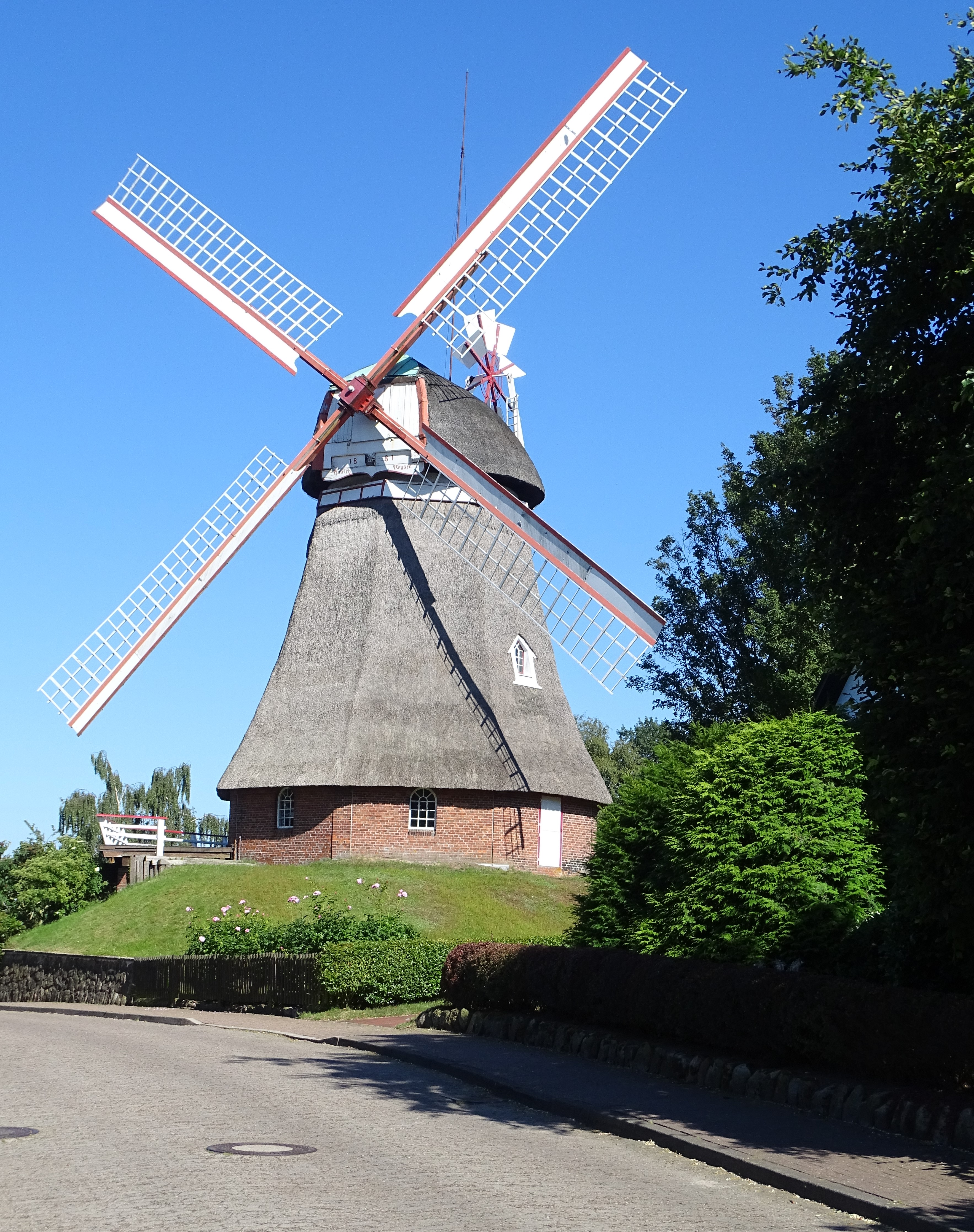
Windmolen (1881) te Bad Bederkesa
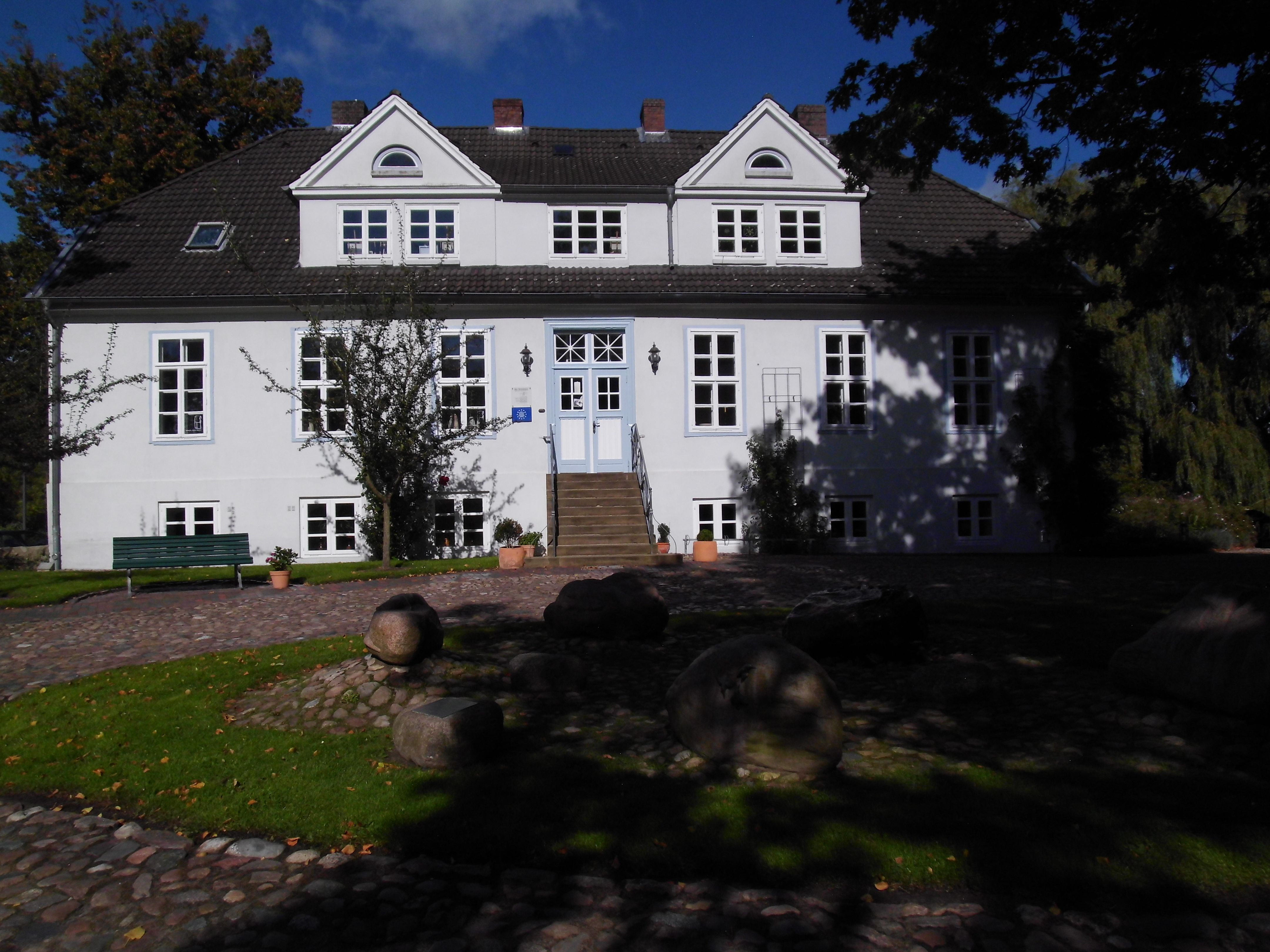
Amtshaus (v.m. boswachterijkantoor; cultureel centrum met restaurant en trouwlocatie; bouwjaar 1740) te Bad Bederkesa
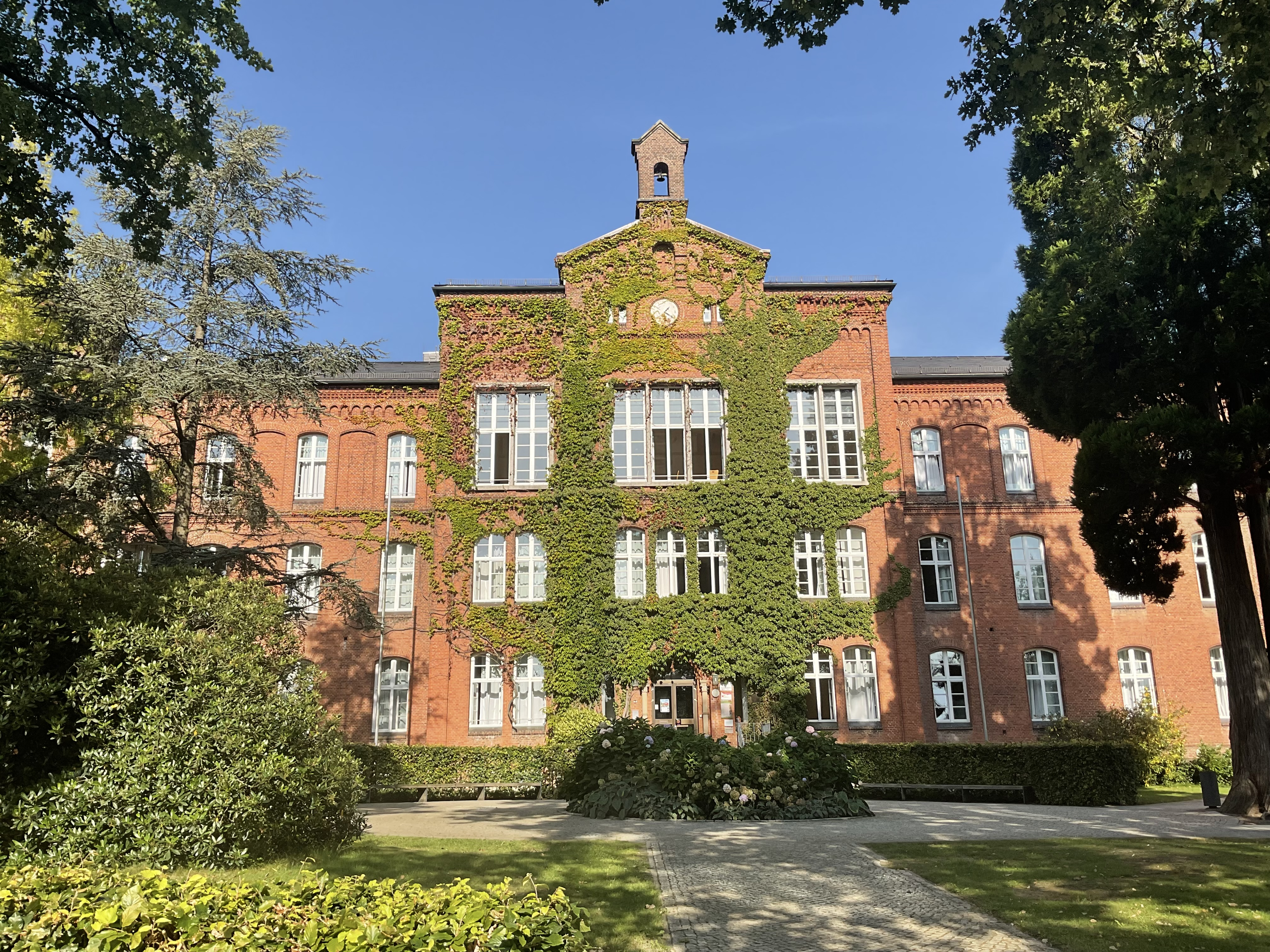
Monumentaal schoolgebouw (1876) te Bad Bederkesa
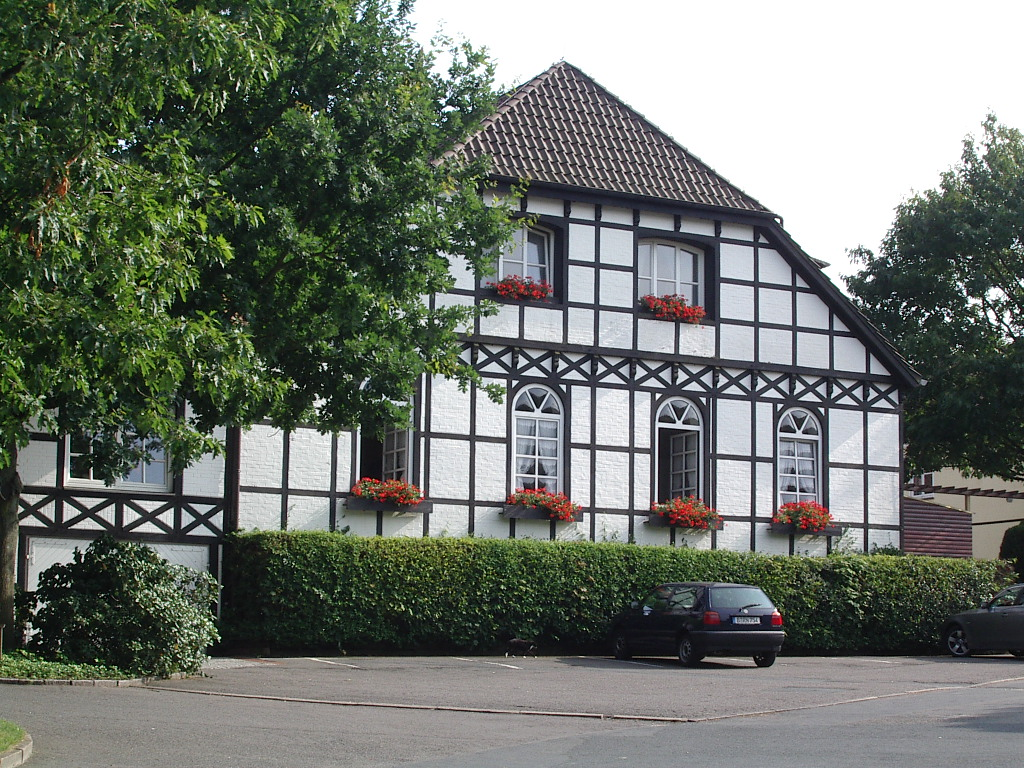
Hotel Bösehof (1825)
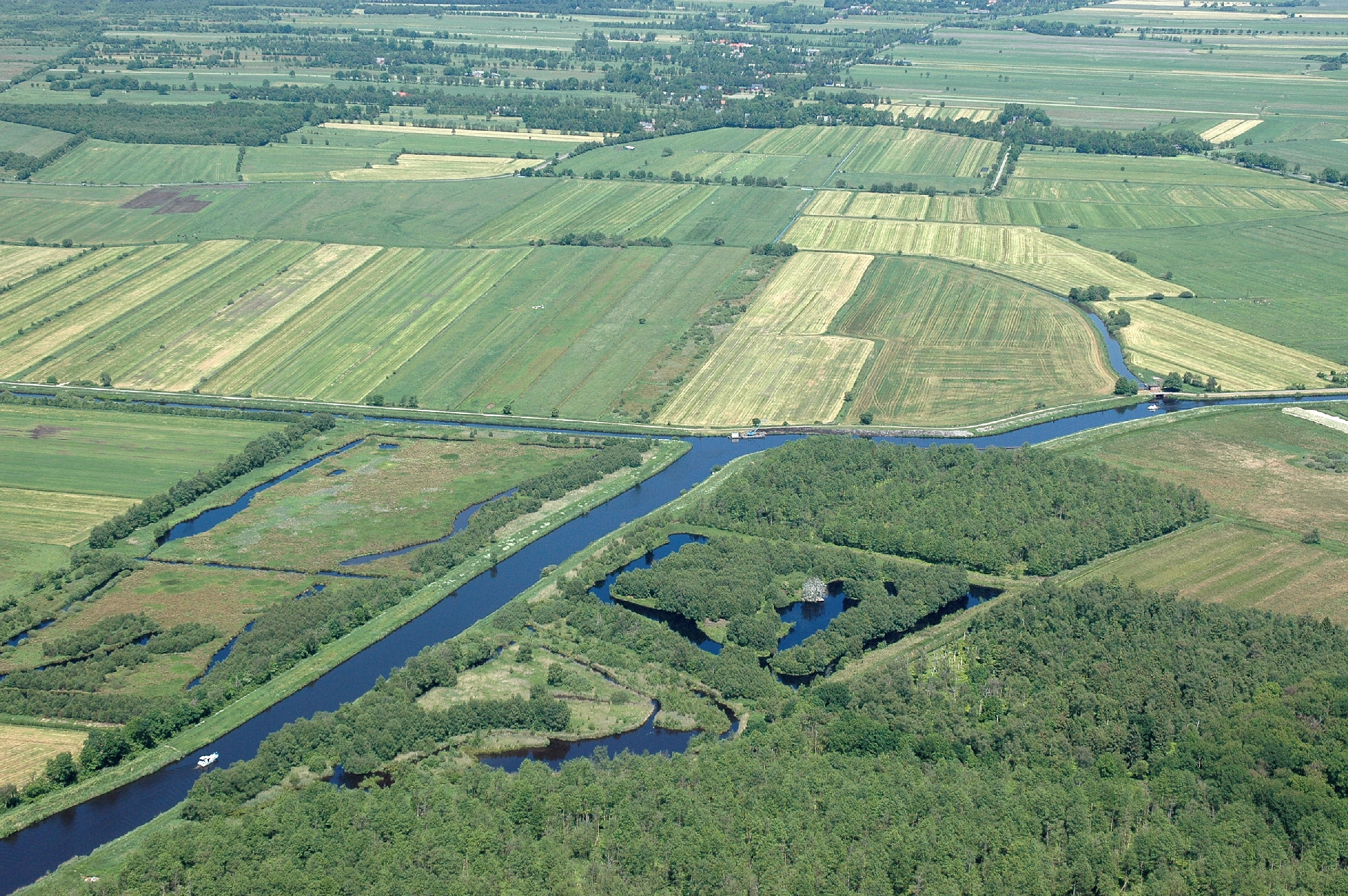
Het Hadelner Kanal bij tussen de meren van Flögeln en Bederkesa
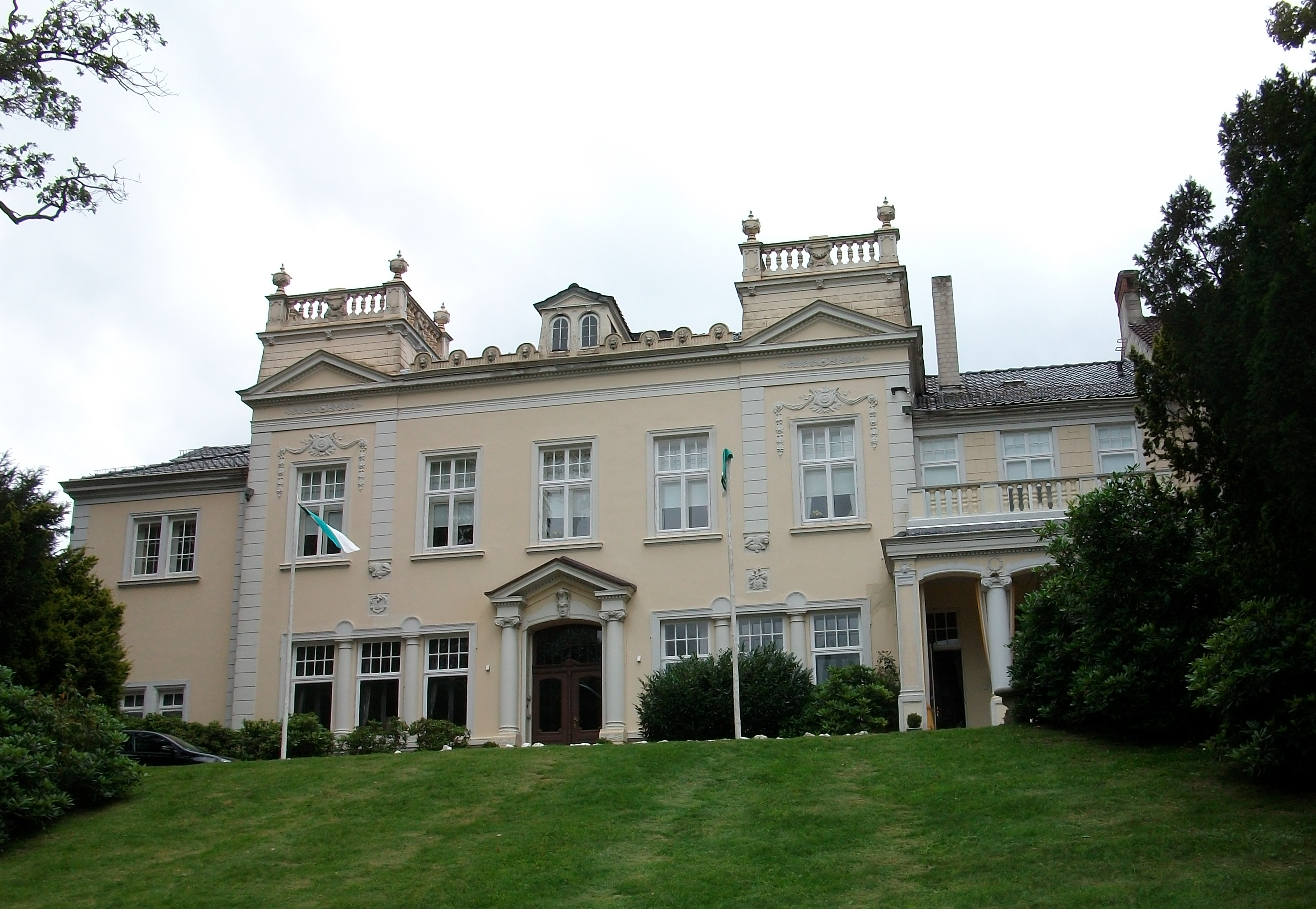
Landhuis Valenbrook (horeca-gelegenheid)

## Bezienswaardigheden, toerisme
- Direct ten noorden van het kasteel Burg Bederkesa, en niet ver ten westen van het meer, staat de Moor-Therme, het kuurcentrum van Bad Bederkesa, met o.a. een sauna, wellness-faciliteiten, mogelijkheid tot het nemen van modderbaden e.d..
- Museumspoorlijn Bremerhaven-Bederkesa biedt liefhebbers in het zomerseizoen en in sommige weekends de mogelijkheid, toeristische ritten in historische stoomtreinen e.d. te maken. Het oude stationsgebouw van Bad Bederkesa (1896) staat onder monumentenzorg.
- Het 12e-eeuwse kasteel Burg Bederkesa, dat van 1381-1654 deel uitmaakte van de stad Bremen, van 1654-1712 behoorde tot Zweden (Bremen-Verden) en van 1712 tot aan de Napoleontische tijd tot het Keurvorstendom Brunswijk-Lüneburg, raakte na 1866 in particulier bezit, en raakte in verval. Omstreeks 1975 werd het gebouwencomplex door de regionale overheid opgekocht, gerestaureerd en ten dele herbouwd. Een in de 18e eeuw gesloopte vleugel werd ook herbouwd. Tot de belangrijke archeologische collectie van het museum, dat in het kasteel is gevestigd, behoren vondsten, die in de jaren 1960 gedaan zijn in de Feddersen-wierde bij Wremen.
- Rondom Bad Bederkesa ligt een 40 hectare groot natuurreservaat Fleckenshölzer, dat uit enkele fraaie, verspreid gelegen, kleine loofbossen bestaat. Eén van de bosjes ligt op een 33 m hoog heuveltje.
- Ten noordoosten van Bad Bederkesa ligt een visrijk, 215 hectare groot en op veel plaatsen niet meer dan 1 à 1½ meter diep meer, de Bederkesaer See, met hengel-, watersport- en andere recreatiemogelijkheden.
- Aan de noord- en noordoostkant van dit meer strekt zich nog een natuurreservaat uit met de naam "Holzurburg am Bederkesaer See". Het bestaat grotendeels uit bos en hoogveen en heeft een oppervlakte van 625 hectare. Ook de noordelijke oever van de Bederkesaer See behoort ertoe.
- Een oud landgoed bij Fickmühlen, genaamd Rittergut Valenbrook, herbergt een hotel.
- Bad Bederkesa heeft een Handwerksmuseum (Oude-Ambachtenmuseum). Het is gevestigd in de voormalige gasfabriek, ten noorden van het station.

## Bekende inwoners
- Heinrich Böse of, vanwege zijn heldendaden in oorlogen tegen Napoleon levenslang  ook wel Hauptmann Böse genoemd, (* 14 april 1783 in Bremen; † 15 augustus 1867 te Bremen), aanvankelijk directeur van een suikerfabriek; kocht een klein landgoed bij Bederkesa, de Böse-Hof; geldt in Bederkesa e.o. als mecenas
- Hans Aust (* 27 januari 1926 in Dornbusch; † 5 oktober 1984 in Bederkesa), de belangrijkste archeoloog in de regio in de periode 1960-1980
- David McAllister, tussen 2010 en 2013 minister-president van Nedersaksen, was in het begin van de 21e eeuw burgemeester en woont nog steeds in de plaats.